# Биопотенциал
Биопотенциал (биоэлектрический потенциал, устар. биоток) — энергетическая характеристика взаимодействия зарядов, находящихся в исследуемой живой ткани, например, в различных областях мозга, в клетках и других структурах.
Измеряется не абсолютный потенциал, а разность потенциалов между двумя точками ткани, отражающая её биоэлектрическую активность, характер метаболических процессов. Биопотенциал используют для получения информации о состоянии и функционировании различных органов.

## Причины возникновения
Разность потенциалов между возбуждённой и невозбуждённой частями отдельных клеток всегда характеризуется тем, что потенциал возбуждённой части клетки меньше потенциала невозбуждённой части. Для ткани разность потенциалов определяется совокупностью потенциалов отдельных клеток.
Разность электрических потенциалов в одних случаях играет очень важную роль для жизнедеятельности организма (Электрический скат), а в других — побочную, являясь следствием биохимических превращений.

## Потенциал действия и потенциал покоя
Потенциалом действия называют потенциал, возникающий при возбуждении ткани. Обычно он быстро достигает своего максимума (за ~0,1—10 миллисекунд), а затем более медленно (миллисекунды — секунды) снижается до нуля.
Потенциал покоя — потенциал, существующей между средой, в которой находится клетка, и её содержимым.
Потенциал повреждения — потенциал между повреждённой и не повреждённой частями ткани. Повреждённая часть ткани получает отрицательный потенциал по отношению к неповреждённой.

## Измерение
Напряжение, создаваемое мышечной или нервной тканью, меньше напряжения, создаваемого отдельным волокном, вследствие шунтирующего действия внеклеточных жидкостей или соединительных оболочек.
При регистрации биопотенциалов между электродами, отводящими потенциал, обычно находится не одно волокно, а целая система мышечных или нервных волокон.
Измеряемая величина ЭДС при этом остается примерно той же, что и у одиночного волокна, но сопротивление источника ЭДС (сопротивление ткани) уменьшается. Так, сопротивление одного сантиметра одиночного нервного волокна составляет несколько десятков МОм, а сопротивление одного сантиметра нервного ствола — десятки кОм.
Регистрация потенциалов действия производится наружными электродами (двухполюсное отведение и соответствующей ему двухфазный потенциал действия).

### Медицинская диагностика
- В электроэнцефалографии кожный потенциал, измеряемый с помощью хлорсеребряного электрода, сравнивают с потенциалом наложенного на эту область электрода. В этом случае биопотенциал количественно измеряется напряжением между электродом и условным нулем (землёй).
- Электрокардиография
- Детектор лжи и кожногальванический рефлекс (КГР)
- Электрогастрография — метод исследования моторной деятельности желудка
- Электронистагмография (ЭНГ)
- Электромиография (ЭМГ)
- Электрореография (ЭРГ)
- Электронейрография (ЭНГ)
- Разработана система диагностики мастита коров по данным уровня биопотенциала точек (БАТ) на коже животного (в поверхностно локализованных биологически активных центрах).

### Электростимуляторы
- Электромиостимулятор
- Электрокардиостимулятор

## Наглядные проявления биопотенциалов в природе
У некоторых животных в организме существуют специализированные клетки, способные создавать, для защиты или нападения, высокий потенциал. Образуемая в этом случае ЭДС может достигать нескольких сотен вольт:
- Электрический скат
- Электрический угорь